# Rue de Phénicie
La rue de Phénicie est une voie de Beyrouth, capitale du Liban. 

## Situation et accès
La rue s'étend du nord au sud, du bord des collines surplombant la mer jusqu'à l'intersection de la rue John Kennedy et de la rue Omar Daouk, coupant la rue Ibn Sina, la rue London et la rue Rustom Pacha.

## Origine du nom
Le nom de la rue rappelle que Liban fut le territoire des Phéniciens, un peuple marin aventureux, rameau du peuple cananéen, qui a dominé pendant des siècles le commerce méditerranéen et fondé des comptoirs et des cités sur tout le pourtour de la Méditerranée.

## Historique
Cette rue se trouve dans le quartier de Zaytouneh de Ras Beyrouth, qui s'est formé dans la seconde moitié du XIXe siècle, à l'ouest des remparts et a été reconnu administrativement au début du mandat français, lorsque l'avenue des Français, longeant le front de mer, est aménagée.
Après l'indépendance, le quartier est réputé pour ses nombreux cafés, cabarets, bars et établissements de nuit plus ou moins douteux, comme l'Éléphant noir, le Lido et Ève. Quelques années plus tard, la vie nocturne se passe rue de Phénicie qui en devient le théâtre principal ou le « centre de gravité ». Elle devient une rue à la mode lorsque le night-club à la clientèle fortunée, Les Caves du Roy, y ouvre ses portes. Marlon Brando et Brigitte Bardot y ont passé des soirées. D'autres établissements fort connus dans les années 1960-1970 attiraient la jeunesse dorée, comme le Lucky Luke, le Stéréo-Club ou l'Épi-Club. Les restaurants de l'époque sont aussi fort courus, comme le Grenier des Artistes.
Après la longue interruption de la guerre de 1975-1990, le monde de la nuit est totalement transformé et se retrouve rue Monnot et rue Gouraud. Aujourd'hui, la rue John Kennedy est une rue calme. L'hôtel Radisson Blu Martinez Hotel et d'autres hôtels plus petits sont situés dans cette rue.